# Liste der Grafen von Caserta

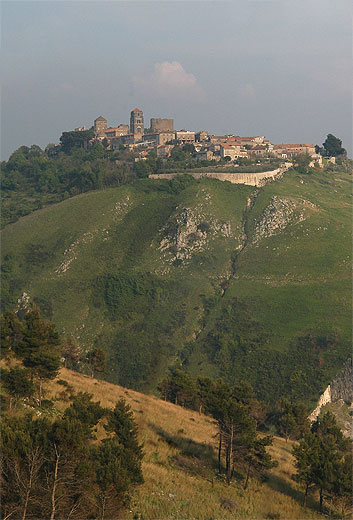
Casertavecchia (Alt-Caserta)

Die Grafen von Caserta, einer Grafschaft in der süditalienischen Region Kampanien (Hauptort Caserta), waren eng mit dem Herrscherhaus oder dem Papsttum verbunden, der bekannteste unter ihnen ist Richard († nach 1265), der Schwiegersohn des Kaisers Friedrich II. Die Grafschaft war seit dem 12. Jahrhundert ein Lehen im Königreich Sizilien bzw. Königreich Neapel.
1579 wurde die Grafschaft zum Fürstentum erhoben, 1750 vom letzten Fürsten an den König verkauft. Ende des 19. Jahrhunderts wurde der Grafentitel durch Alfons Maria von Neapel-Sizilien, den „Thronprätendenten von Neapel“ wieder bekannt.

## Die normannischen und staufischen Grafen

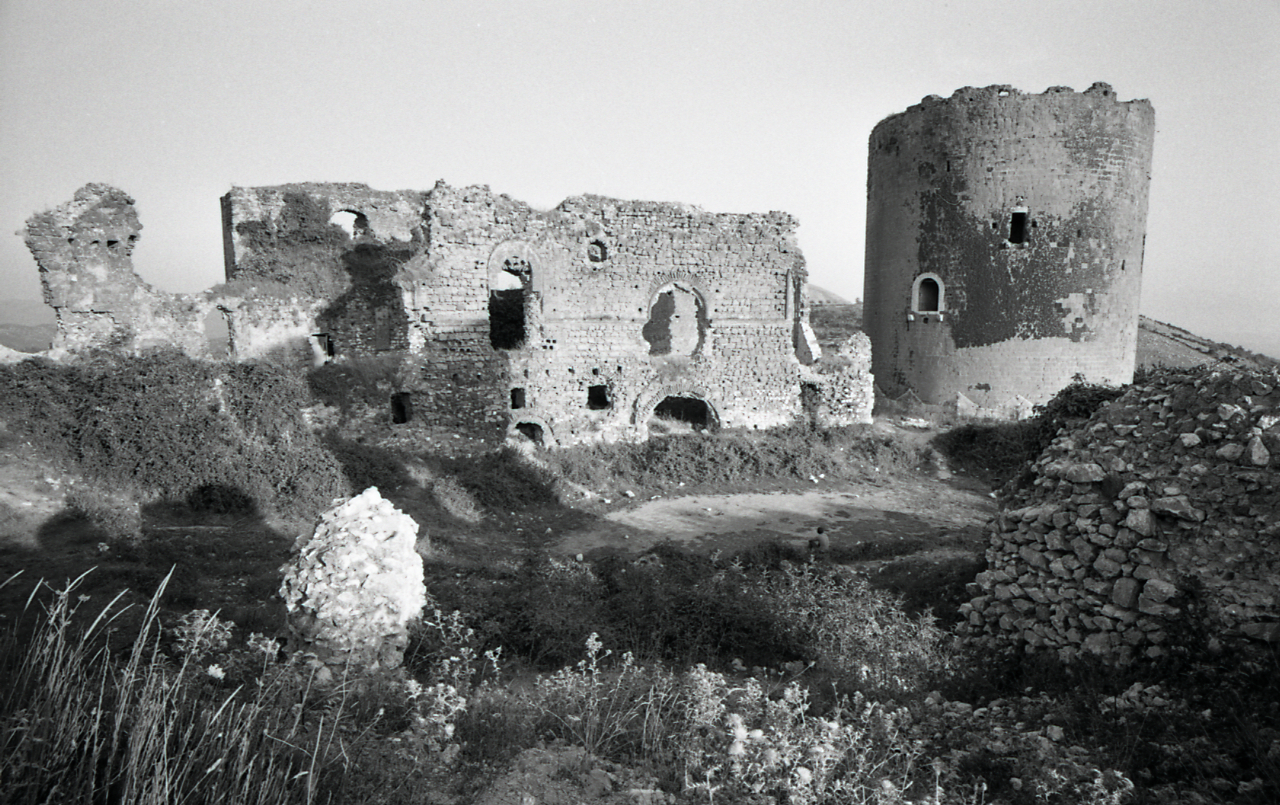
Ruine der Burg Caserta (von Paolo Monti, 1965)

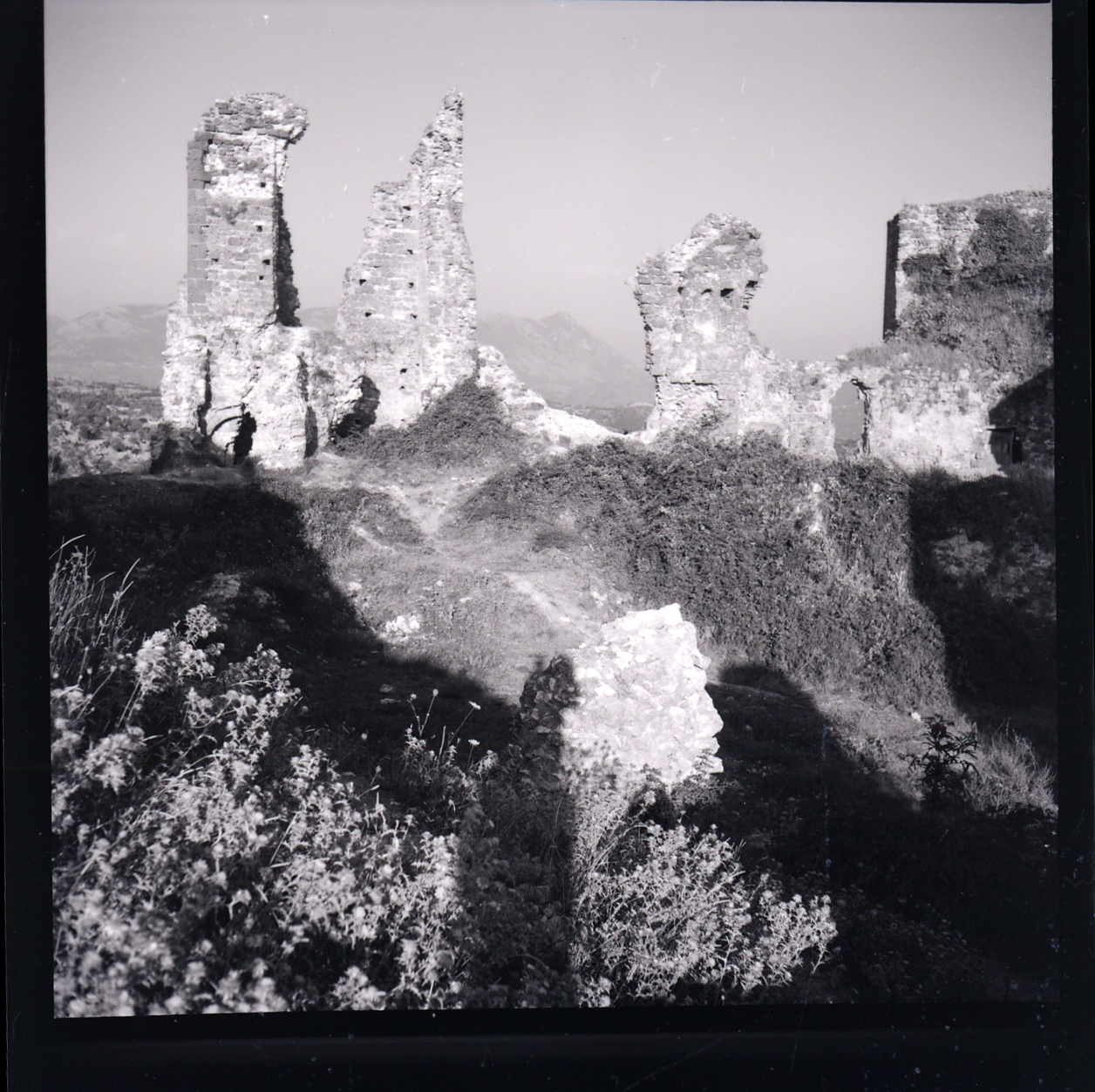

- Robert von Lauro (* um 1120, † 31. August 1183), 1150 als Herr der Burg Lauro bezeugt, 1159 als Graf von Caserta, ab 1171 als magnus comestabulus und magister iustitiaris Apulie et Terre Laboris[1].[2]
- Wilhelm von Lauro, September 1178 bezeugt, 1183 Graf von Caserta und Herr von Lauro, † wohl Ende 1199.[3]
- Wilhelm (II.), Graf von Caserta, nimmt 1199 Diepold von Schweinspeunt gefangen;[4]
- Robert (II.), Bruder Wilhelms (II.), 1202/12 Graf von Caserta[5]
- Thomas, 1216 bezeugt, Sohn Roberts (II.), Graf von Caserta bis 1223, im Aufstand gegen Kaiser Friedrich II. abgesetzt, 1224 exiliert[6]
- Richard (I.), Bruder Thomas‘, Graf von Caserta, 1243/44 Generalvikar der Mark Ancona, 1248 Vikar des Königreichs Sizilien, Schwiegersohn Kaiser Friedrichs II.[7]
- Richard (II.), dessen Sohn, Graf von Caserta und Tricarico[8]
- Konrad (* kurz vor 1250, † nach 13. Dezember 1306, wohl 1307) Ende 1266/Anfang 1267 Graf von Caserta, dann 36 Jahre Gefangener Karls von Anjou und seiner Nachfolger, 1303/04 befreit[9]

## Die französischen Grafen
- Guillaume de Beaumont, genannt Pied-de-Rat († 1269), Seigneur de Beaumont-du-Gâtinais et de Villemomble, 1265 Graf von Caserta
- Isabelle de Beaumont († 1276), Gräfin von Caserta, ⚭ Guy VIII. de Laval, (um 1240-nach 1295), Sire de Laval
- Guy IX. de Laval († 1333), Sire de Laval, Graf von Caserta
- Guy X. de Laval (X 1347), Sire de Laval, Graf von Caserta
- Guy XI. de Laval († 1348), Sire de Laval, Graf von Caserta
- Guy XII. (Jean) de Laval († 1412), 1348 Sire de Laval
- Anne de Laval (1385–1466), ⚭
- Guy XIII. de Laval (Jean de Montfort, † 1414), 1406 Sire de Laval
- Guy XIV. de Laval (1407–1486), 1431 Comte de Laval
- Guy XV. de Laval (1435–1501), 1461 Seigneur de Gavre, 1468 Comte de Montfort, 1486 Comte de Laval etc., Graf von Caserta, Vicomte de Rennes

## Die Caetani, Ratta und Acquaviva
- - Benedetto Caetani († 1303), 1294 als Bonifatius VIII. Papst
- Roffredo (Goffredo) Caetani, († nach 1295) dessen Bruder, 1295 von Karl II. von Neapel zum Grafen von Caserta ernannt
- Pietro Caetani, † ermordet 1308, dessen Sohn, 2. Graf von Caserta

Die Grafschaft wird 1308 verkauft
- Diego della Ratta († wohl 1327), 1. Graf von Caserta, Gran Camerlengo. ⚭ Oddolina di Chiaromonte († 1328), Baronessa di Mignano, Tochter von Riccardo Signore del Vasto
- Francesco I. della Ratta, 2. Graf von Caserta. ⚭ Beatrice del Balzo († 1336) (Haus Les Baux)
- Luigi Antonio della Ratta, 3. Graf von Caserta ⚭ um 1368/70 Beatrice Orsini, Tochter von Nicola, 3. Graf von Nola (Haus Orsini)
- Francesco II. della Ratta († 1399), deren Sohn, 1382 4. Graf von Caserta[10]
- Baldassare della Ratta, dessen Sohn[11]
- Giovanni della Ratta, dessen Sohn, 6. Graf von Caserta ⚭ Anna Orsini († nach 1471) Tochter von Raimondo Orsini, Principe di Salerno, Duca di Amalfi
- Francesco III. della Ratta († 1488), 7. Graf von Caserta ⚭ Altobella Gesualdo (1457–1507), Tochter von Sansone II., 1. Graf von Conza
- Caterina della Ratta, † 1511, Erbtochter von Giovanni della Ratta, 8. Contessa di Caserta etc. ⚭ I Cesare d’Aragona, † 1501, unehelicher Sohn von König Ferdinand I. von Neapel. ⚭ II 1509 Andrea Matteo Acquaviva, 8. Duca di Atri, Conte di Conversano, † 1529[12] (Haus Acquaviva)
  - Gianfrancesco Acquaviva († 1527), dessen Sohn, Marchese di Bitonto. ⚭ Dorotea Gonzaga († 1550), Tochter von Gianfrancesco Gonzaga Signore di Sabbioneta (Haus Gonzaga)
  - Giulio Antonio Acquaviva († 1539 in Frankreich), dessen Sohn, Conte di Conversano. ⚭ Anna Gambacorta, † 1544, Tochter von Francesco Signore di Limatola und Caterina della Ratta, 1509 Erbin Caterinas, vom König nicht anerkannt
  - Gianfrancesco Acquaviva, dessen Sohn, Seigneur de Brie. ⚭ Susanna Caracciolo del Sole, Tochter von Sergianni III., 2. Fürst von Melfi
- Baldassare Acquaviva († 1577), dessen Bruder, Signore di Caserta. ⚭ Gironima Gaetani dell’Aquila d’Aragona, Tochter von Giacomo Conte di Morcone

## Die Fürsten von Caserta
- Giulio Antonio Acquaviva (um 1549–1594), deren Sohn, Signore und 1579 1. Fürst von Caserta. ⚭ 1569 Vittoria de Lannoy, Tochter von Filippo de Lannoy, 2. Fürst von Sulmona
- Andrea Matteo Acquaviva d’Aragona (1594–1634), deren Sohn, 2. Fürst von Caserta, Ritter des Ordens vom Goldenen Vlies. ⚭ Isabella Caracciolo, Tochter von Carlo, 6. Conte di Sant’Angelo
- Anna Acquaviva d’Aragona (1596–1659), deren Tochter, 1635 3. Fürstin von Caserta, ⚭ Francesco Caetani (1594–1683), Duca di Sermoneta
- Filippo II. Caetani (1620–1687), deren Sohn, 1659 4. Fürst von Caserta, Ritter des Ordens vom Goldenen Vlies[13]
- Gaetano Francesco Caetani (1656–1716), dessen Sohn, 9. Duca di Sermoneta, Duca di San Marco, 1687 Fürst von Caserta
- Michaelangelo Caetani (1685–1759), dessen Sohn, verkauft Caserta 1750 an den König und erhält das Fürstentum Teano.

## Der bourbonische Graf von Caserta
- Alfons Maria von Neapel-Sizilien (1841–1934), Graf von Caserta, 1894 Thronprätendent